# Andreï Panioukov
Andreï Vladimirovitch Panioukov (russe : Андрей Владимирович Панюков), né le 25 septembre 1994 à Moscou en Russie, est un footballeur russe, qui évolue au poste d'attaquant.

## Biographie

### Formation et débuts
Panioukov commence sa carrière de footballeur au Dynamo Moscou. Il fait ses débuts en tant que footballeur professionnel, en 2012. 
Il fait ses débuts professionnels le 21 juillet 2012 avec le Dynamo, dans un match du championnat contre le Volga Nijni Novgorod. Le 31 octobre lors d'un match de coupe, il marque son premier but contre le FK Khimki (victoire 2-1).
Il fait ses débuts en Ligue Europa le 22 août 2012, il rentre à la 75e minute du match retour de barrages de la Ligue Europa qui oppose le Dynamo au VfB Stuttgart (défaite 2-0).

### Prêts successifs
Trop jeune pour s’imposer pendant ses premières années au club, le Dynamo décide de le prêter au FK Khimki pour la deuxième partie de la saison 2012-2013. Ce club évolue en deuxième division russe et Panioukov y dispute 8 matchs.
Ses bonnes prestations lui permettent de réintégrer l’équipe première du Dynamo à l’été 2013. Il joue quatre matchs dont trois en Premier-Liga et parvient à marquer un but. Pour la deuxième partie de la saison 2013-2014, il est à nouveau prêté, cette fois-ci au Spartak Naltchik, qui évolue en deuxième division russe. Panioukov joue 12 matchs et marque 2 buts. 
La saison suivante il est à nouveau prêté, cette fois-ci au Baltika Kaliningrad, qui évolue en deuxième division russe pour la saison 2014-2015. Panioukov joue 9 matchs et marque un but.
Il est donc, encore une fois, prêté pour un an à l'Atlantas Klaipėda, un club de première division lituanienne. Il joue 25 matchs dont 20 en A Lyga, parvient à marquer 20 buts et dispute également deux matchs en Ligue Europa. En juin 2015, il quitte le Dynamo Moscou libre pendant le mercato estival 2015, et s'engage à l'Atlantas Klaipėda.

### Prêt à l'AC Ajaccio
Pour la saison 2015-16, il est prêté avec option d'achat à l'AC Ajaccio, le 31 août 2015. Il fait ses débuts en Ligue 2, le 11 septembre 2015 contre le Nîmes Olympique (0-0).
Le 6 novembre 2015, il marque son premier doublé en Ligue 2 contre le club de Bourg-en-Bresse 01 (victoire 2-0).

### Carrière internationale
Andreï Panioukov participe à l'Euro espoirs 2013 organisé en Israël. La Russie est éliminée au 1er tour de la compétition. Lors du tournoi, il joue un match contre les Pays-Bas.

## Statistiques
| Saison                | Club                        | Championnat           | Championnat | Championnat | Coupe(s) nationale(s) | Coupe(s) nationale(s) | Compétition(s) continentale(s) | Compétition(s) continentale(s) | Compétition(s) continentale(s) | Total | Total |
| Saison                | Club                        | Division              | M.          | B.          | M.                    | B.                    | Comp.                          | M.                             | B.                             | M.    | B.    |
| 2012-2013             | Dynamo Moscou               | D1                    | 3           | 0           | 1                     | 1                     | C3                             | 1                              | 0                              | 5     | 1     |
| 2012-2013             | FK Khimki (prêt)            | D2                    | 8           | 0           | -                     | -                     | -                              | -                              | -                              | 8     | 0     |
| 2013-2014             | Dynamo Moscou               | D1                    | 3           | 1           | 1                     | 0                     | -                              | -                              | -                              | 4     | 1     |
| 2013-2014             | Spartak Naltchik (prêt)     | D2                    | 12          | 2           | -                     | -                     | -                              | -                              | -                              | 12    | 2     |
| 2014-2015             | Baltika Kaliningrad (prêt)  | D2                    | 7           | 1           | 2                     | 0                     | -                              | -                              | -                              | 9     | 1     |
| Sous-total            | Sous-total                  | Sous-total            | 33          | 4           | 4                     | 0                     | -                              | 1                              | 0                              | 38    | 4     |
| 2015                  | Atlantas Klaipėda           | D1                    | 20          | 20          | 3                     | 0                     | C3                             | 2                              | 0                              | 25    | 20    |
| 2016                  | Atlantas Klaipėda           | D1                    | 2           | 0           | -                     | -                     | -                              | -                              | -                              | 2     | 0     |
| 2017                  | Atlantas Klaipėda           | D1                    | 14          | 11          | 1                     | 3                     | -                              | -                              | -                              | 15    | 14    |
| Sous-total            | Sous-total                  | Sous-total            | 36          | 31          | 4                     | 3                     | -                              | 2                              | 0                              | 42    | 34    |
| 2015-2016             | AC Ajaccio (prêt)           | D2                    | 15          | 4           | 3                     | 0                     | -                              | -                              | -                              | 18    | 4     |
| 2017-2018             | Zénith Saint-Pétersbourg    | D1                    | 2           | 0           | -                     | -                     | -                              | -                              | -                              | 2     | 0     |
| Sous-total            | Sous-total                  | Sous-total            | 17          | 4           | 3                     | 3                     | -                              | -                              | -                              | 20    | 7     |
| 2018-2019             | Oural Iekaterinbourg (prêt) | D1                    | 21          | 6           | 5                     | 1                     | -                              | -                              | -                              | 26    | 7     |
| 2019-2020             | Oural Iekaterinbourg        | D1                    | 24          | 4           | 3                     | 1                     | -                              | -                              | -                              | 27    | 5     |
| 2020-2021             | Oural Iekaterinbourg        | D1                    | 16          | 1           | 2                     | 2                     | -                              | -                              | -                              | 18    | 3     |
| 2021-2022             | Oural Iekaterinbourg        | D1                    | 6           | 1           | 1                     | 1                     | -                              | -                              | -                              | 7     | 2     |
| Sous-total            | Sous-total                  | Sous-total            | 67          | 12          | 11                    | 5                     | -                              | -                              | -                              | 78    | 17    |
| Total sur la carrière | Total sur la carrière       | Total sur la carrière | 153         | 51          | 22                    | 9                     | -                              | 3                              | 0                              | 178   | 60    |

## Palmarès
Oural Iekaterinbourg
- Finaliste de la Coupe de Russie en 2019.